# Amomum hansenii
Amomum hansenii är en enhjärtbladig växtart som beskrevs av Rosemary Margaret Smith. Amomum hansenii ingår i släktet Amomum och familjen Zingiberaceae. Inga underarter finns listade i Catalogue of Life.